# Bad Wilsnack
Bad Wilsnack é um município da Alemanha, situado no distrito de Prignitz, no estado de Brandemburgo. Tem 79,21 km² de área, e sua população em 2019 foi estimada em 2.533 habitantes.